# Pojezerje
Pojezerje község Horvátországban, Dubrovnik-Neretva megyében.

## Fekvése
Makarskától légvonalban 41, közúton 59 km-re délkeletre fekszik. Területének nagy része karsztos terület, ahol főként szőlőültetvények találhatók.

## A község települései
Közigazgatásilag Kobiljača, Mali Prolog, Otrić-Seoci és Pozla Gora települések, valamint két lakatlan település Brečići és Dubrave tartoznak hozzá. A községközpont Otrić-Seoci településen található.

## Története
A község területének első ismert lakói az illírek voltak, halomsírjaik és egykori váraik maradványai máig fennmaradtak. Illír halomsírok találhatók többek között Zečić és Golovran között, valamint Strugétől északkeletre. Illír várrom található például a Srugétől északnyugatra emelkedő 478 méter magas Gradinán. A horvát törzsek a 7. század végén és a 8. század elején telepedtek le itt, ezután területe a neretvánok kenézségének Paganiának a részét képezte. A középkori horvát lakosságról mesélnek a korabeli temetőkből megmaradt sírkövek, melyek a község néhány településén megtalálhatók. A középkorban temető volt a régi strugei plébániatemplom mellett, valamint a Kod Mioča nevű helyen. Ekkor ez a vidék még a podjezerjei plébánia része volt. A török a 15. század második felében hódította meg ezt a vidéket. A török uralom idején a megmaradt keresztény lakosság lelki gondozását kezdetben a ljubuški ferences atyák látták el, majd miután 1563-ban kolostorukat lerombolták a zaostrogi kolostorból jöttek ide ferences szerzetesek. A térség török uralom végével a 17. század végén 1690 körül népesült be.
A mai lakosság döntően azoktól a betelepülőktől származik, akik a moreai háború (1684-1699) idején érkeztek ide Hercegovinából Mate Bebić szerdár vezetése alatt. A róluk szóló legrégibb dokumentum egy 1704-ből származó telekkönyvi összeírás, melyben az Antunović, Bašić, Čotić, Grmosić (Grmoja), Guinović, Jakić, Krstić, Matić, Mialović, Petrušić, Romić, Šimunović és Žderić családok nevei szerepelnek. Az idők folyamán, különösen a hercegovinai határt megállapító pozsareváci békével (1718) zárult ún. kis háború után azonban ezeket a családokat újak váltották fel. 1767-ben az otrić-strugei plébániát leválasztották a podjezerjei plébániáról. A plébánia székhelye kezdetben Strugén volt, csak a 18. század végén lett a székhely Otrićon, a plébániatemplom pedig az itteni Szent Miklós templom lett, ahogy máig is az. A velencei uralomnak 1797-ben vége szakadt és osztrák csapatok vonultak be Dalmáciába. 1806-ban az osztrákokat legyőző franciák uralma alá került, de Napóleon lipcsei veresége után 1813-ban újra az osztrákoké lett. 1857-ben 725, 1910-ben 1455 lakosa volt. 1918-ban az új szerb-horvát-szlovén állam, majd később Jugoszlávia része lett. A II. világháború idején a Független Horvát Állam része volt. A községnek 2011-ben 991 lakosa volt, akik főként mezőgazdaságból éltek.

## Népesség
| Lakosság változása | Lakosság változása | Lakosság változása | Lakosság változása | Lakosság változása | Lakosság változása | Lakosság változása | Lakosság változása | Lakosság változása | Lakosság változása | Lakosság változása | Lakosság változása | Lakosság változása | Lakosság változása | Lakosság változása | Lakosság változása |
| ------------------ | ------------------ | ------------------ | ------------------ | ------------------ | ------------------ | ------------------ | ------------------ | ------------------ | ------------------ | ------------------ | ------------------ | ------------------ | ------------------ | ------------------ | ------------------ |
| 1857               | 1869               | 1880               | 1890               | 1900               | 1910               | 1921               | 1931               | 1948               | 1953               | 1961               | 1971               | 1981               | 1991               | 2001               | 2011               |
| 725                | 859                | 995                | 1.123              | 1.325              | 1.455              | 1.596              | 1.469              | 1.704              | 1.768              | 1.723              | 1.612              | 1.446              | 1.394              | 1.233              | 991                |

## Nevezetességei
- A otrići Szent Miklós tiszteletére szentelt plébániatemplomot 1733-ban említik először, valószínűleg néhány évvel ezelőtt építették. 1798-ban emelkedett plébániatemplom rangjára, de idővel kicsinek bizonyult, ezért 1852-ben és 1856-ban bővítették. A harangtorony 1965-ben épült. A templomot 1988-ban teljesen megújították és ez alkalommal újra bővítették. 1998-ban a homlokzatot és a tornyot kőlapokkal burkolták. A plébániatemplomtól a Gračina-hegyen álló Szent Rókus templomig 14 stációból álló keresztút vezet, melyet 1997 és 2001 között építettek.
- A strugei Mihály arkangyal templom a 18. század első felében épült. 1733-ban plébániatemplomként említik. Ezt a rangját 1798-ba veszítette el, amikor az otrići Szent Miklós templom lett a plébániatemplom. Ezt a templomot is többször bővítették. Homlokzatának közepén nagy körablak, felül nyitott harangtorony látható, benne két haranggal. Körülötte régi temető található.
- A kobiljači Jezerai miasszonyunk templomot 1976-ban építették. Búcsúnapja szeptember 8-án Kisboldogasszony ünnepén van. Modern betonépület harangtoronnyal, körülötte új temetővel. Az oltár mögötti nagy méretű Boldogasszony képet 1987-ben festette Ante Škobalj atya.
- Az Otrić feletti 298 méter magas Gračina-hegyen áll a Szent Rókus templom. A helyén az ókorban illír erődítmény állt, róla kapta a hegy a nevét. A középkorban temető volt itt. A templom építési ideje nem ismert. Mivel hegytetőn áll többször érte villámcsapás miatti kár. Az épület eredetileg boltozott volt, tetejét kőlapok fedték. Matešan plébános idejében az 1990-es években a sérült falakat betonnal erősítették meg, a tetőt betonlapokkal fedték. A homlokzat feletti nyitott harangtoronyban két harang található. A templomban Szent Rókus és Szent Antal kisméretű szobrai találhatók.
- A pozla gorai Kisboldogasszony templom az 1990-es években épült. Egyszerű betonépület a homlokzat bal oldalán harangtoronnyal. Egyszerű oltárán Szűz Mária szobra áll. A homlokzatot és a harangtornyot 2004-ben kőlapokkal burkolták.
- A mali prologi Szent Cirill és Metód kápolna 1900-ban épült faragott kövekből. Benne a Rózsafüzér királynője, valamint Szent Cirill és Metód szobrai találhatók.
- Illír eredetű halomsírok találhatók Zečić és Golovran között, Strugétől északkeletre, valamint Dominikovićinál a Mrčeva gomila nevű helyen.
- Ókori erődítmények álltak egykor a Srugétől északnyugatra emelkedő 478 méter magas Gradinán, Strugétől délre a 255 méteres Lisacon, Mali Prolog felett az 503 méteres Veliki Šubiron és Mali Prologtól északra a 81 méter magasságú Hunacon.

## Oktatás
Az első iskola 1900-ban Mali Prologon nyílt meg a község területén. Első tanítói Mate Jelavić és Ljubo Jurišić voltak. Az otrići iskola 1912-ben nyitotta meg kapuit. A pozla gorai iskola 1939 és 1972 között működött. Dubravén 1940 és 1970 között működött az iskola. A község mai egyetlen alapiskolája Otrić-Seoci településen működik mintegy 80 tanulóval. 1971. november 19-én nyitotta meg kapuit.